# Saint-Maurice (Haute-Marne)
Saint-Maurice ist eine französische Gemeinde mit 127 Einwohnern (Stand: 1. Januar 2022) im Département Haute-Marne in der Region Grand Est. Sie gehört zum Arrondissement Langres und zum Kanton Langres.

## Lage
Die Gemeinde Saint-Maurice liegt sieben Kilometer ostsüdöstlich von Langres. Sie ist umgeben von folgenden Nachbargemeinden:
|                   | Orbigny-au-Val                              | Lecey           |
| Chatenay-Mâcheron | Kompassrose, die auf Nachbargemeinden zeigt | Chatenay-Vaudin |
|                   | Saint-Vallier-sur-Marne                     |                 |

## Bevölkerungsentwicklung
| Jahr                       | 1962 | 1968 | 1975 | 1982 | 1990 | 1999 | 2008 | 2019 |
| -------------------------- | ---- | ---- | ---- | ---- | ---- | ---- | ---- | ---- |
| Einwohner                  | 48   | 59   | 45   | 146  | 170  | 143  | 129  | 132  |
| Quellen: Cassini und INSEE |      |      |      |      |      |      |      |      |